# Магия в Древнем Египте
Магия в Древнем Египте — неотъемлемая часть древнеегипетской религии и жречества. Магические и религиозные ритуалы в Древнем Египте тесно соприкасались в попытке предсказать исход важных социальных событий в жизни отдельного человека или судьбе государства.

## Предсказания
Предсказания в Древнем Египте рассматривались как способ узнать божественную волю, чтобы человек мог жить и действовать в соответствии со своим предназначением. Самым распространённым способом предсказания будущего в Древнем Египте являлись предсказания по сновидениям. Предсказанию по сновидениям обучали в храмах Гелиополя, где верховный жрец имел также титул «великий провидец». Очень часто фараон давал почётные должности понравившимся ему предсказателям. Например, согласно библейской легенде, фараон приблизил к себе Иосифа и сделал вторым человеком в государстве.

## Привороты
Также важным аспектом древнеегипетской магии был вызов каких-либо чувств у другого человека. В Древнем Египте были распространены различные любовные напитки. При раскопках найдено описание необычного заклинания, относящегося к периоду правления XX династии (около 1100 год до н. э.), в котором маг угрожает богам уничтожить их храмы в случае невыполнения его желания:
Привет тебе, Ра-Хоратхи, отче богов,
Привет вам, Семь Хатор,
Вам, украшенным алыми повязками!
Привет вам, боги,
Владыки небес и земли!
Пусть она, дочь его, будет следовать за мной,
Словно бык за кормом,
Словно служанка за детьми,
Словно пастух за стадом.
Если вы не принудите её следовать за мной,
Я напущу огонь на Бусирис
И спалю его.
В 2018 году учёные Страсбургского университета под руководством Корши Досу расшифровали египетский текст (составлен на коптском языке с использованием греческого алфавита) возрастом более 1300 лет, в котором написано заклинание для создания прочных любовных уз. Данные чары вряд ли использовались как средство чтобы заставить одного человека полюбить другого. Символизирующие влюблённых птицы призваны были воссоединить любящие сердца в обход преградам. Также в папирусе упоминаются экзотические мускусные духи, использовавшиеся для привлечения партнёров, и имена библейских героев. Вероятно, папирус был частью некоего «магического справочника», содержавшего разные заклинания.

## Проклятия
Всевозможные проклятия также были распространены в Древнем Египте. Все египетские гробницы содержат в себе подробные описания того, что случится с человеком, который побеспокоит находящуюся в саркофаге мумию.
Из судебных документов по делу заговора против фараона Рамсеса III следует, что заговорщики во главе с царевичем Пентауром и его матерью царицей Тией прибегали к колдовству, изготовляя «магические свитки для препятствования и устрашения», лепили «богов и людей из воска для ослабления тел». Пентауру в наказание не провели достойные мумификацию и захоронение, что, по поверьям древних египтян, лишало его загробной жизни.
Имя (рен) для древних египтян было сакральным и потому в наказание его могли затереть, предавая проклятью памяти. В Амарнский период проклятие памяти было наложено фараоном Эхнатоном на верховных богов, особенно на Амона-Ра. После смерти фараона последующие правители подвергли анафеме самого Эхнатона, отказались от его преобразований и постарались уничтожить или узурпировать возведённые им строения. Ритуальное уничтожение имени подразумевало уничтожение его обладателя. Напротив, незнание имени лишало колдуна возможности совершить магический ритуал. За серьёзные преступления приговорённого могли лишить своего имени и наречь «дурным именем», как произошло с участниками уже упомянутого «заговора в гареме».
В «Проклятии Артемизии» IV века до н. э. Артемизия, о которой почти ничего неизвестно, обращается к греко-египетскому богу Серапису с просьбой наказать отца её дочери за лишение ребёнка погребения и отказ в похоронах. В качестве возмездия за дочь Артемизия требует, чтобы мужчина, чьё имя не упомянуто в тексте, и его родители были также лишены погребения. Её резкие слова свидетельствуют о большом значении, придававшемся обряду погребения как в греческих, так и в египетских обычаях.